# Zdeněk Mahler
Pour les articles homonymes, voir Mahler (homonymie).
Zdeněk Mahler, né le 7 décembre 1928 à Batelov (Tchécoslovaquie) et mort le 17 mars 2018 à Prague (République tchèque), est un professeur et musicologue tchèque, aussi journaliste, écrivain et scénariste.

## Biographie
Zdeněk Mahler étudie la philosophie à l'université Charles de Prague et obtient son doctorat en 1952. Pendant ses études, il travaille comme rédacteur en chef du magazine étudiant Předvoj (Vanguard) et, à partir de 1951, il collabore également à la Radio tchécoslovaque.
Il participe à l'élaboration de quelques spectacles du Laterna magika.

## Filmographie partielle

### Comme scénariste
- 1967 : Svatba jako řemen (et thème original du film)
- 1979 : La Divine Emma
- 1985 : Vergeßt Mozart
- 2011 : Lidice

### Comme acteur
- 1984 : Amadeus

## Distinctions
- 2012 : nommé pour le Lion tchèque du meilleur scénario pour Lidice